# Windows 1.0
Windows 1.0 ha sido el primer sistema operativo de la familia Windows, desarrollado por Microsoft y lanzado el 20 de noviembre de 1985 en Estados Unidos, y un año después, en mayo de 1986, en Europa. Fue el primer intento de Microsoft de implementar un ambiente operativo multitarea con interfaz de usuario gráfica en la plataforma de PC. Windows 1.01 fue la primera versión de este producto. Costaba 99 dólares y requería una computadora que tuviera un mínimo de 256 KB de memoria RAM, una tarjeta gráfica CGA y una unidad de disquete (para instalar en disquete, se requerían dos unidades).

## Historia del producto

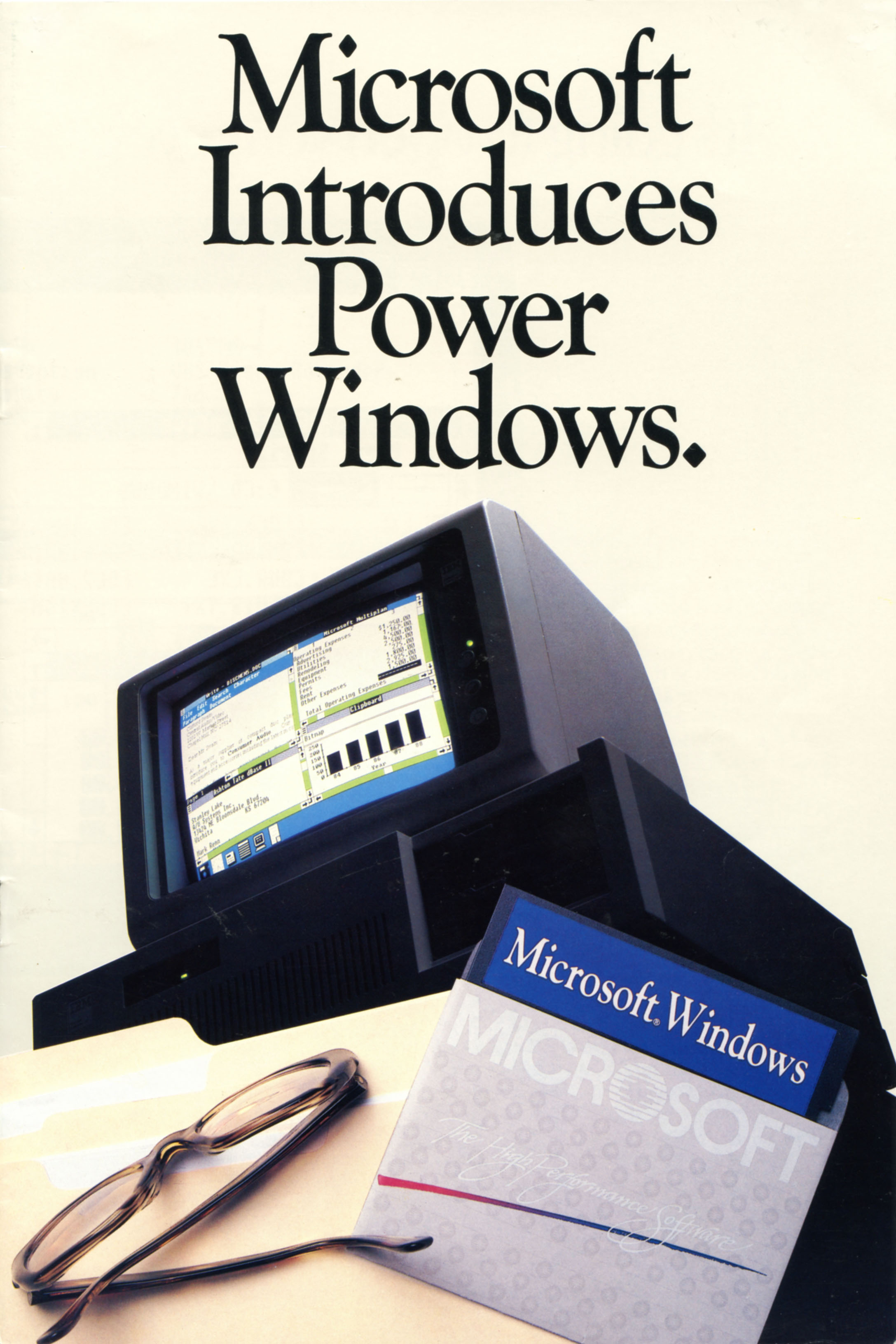
Folleto referente a la introducción de Windows

Este producto data de 1981, se realizó cuando Microsoft inició un proyecto llamado Interfaces Manager, cuya idea original le corresponde a Bill Gates y se basó en una aplicación de interfaz gráfico de usuario denominada VisiON. El nombre original del proyecto fue visto como muy poco comercial, por lo cual se terminó desechando, y siendo reemplazado por el nombre de Microsoft Windows. Fue presentado al público de manera oficial el 10 de noviembre de 1983.
En la caja azul se anunciaba un PC con la interfaz gráfica de Windows, con varias ventanas pegadas unas a otras. La estrategia de venta de Microsoft para Windows era proporcionar un nuevo ambiente de desarrollo y un nuevo entorno de software en el que se utilizan imágenes de mapa de bits y un ratón, liberando así al usuario del método MS-DOS que consistía en escribir comandos en el indicador del disco (C:\)
El lanzamiento de la primera versión de Windows 1.0, que se pensaba desarrollar en seis meses, tardó dos años en ver la luz, por lo que en su momento se lo tildó de vaporware.
Aunque era mejor que el ya conocido MS-DOS, ya que era más simple y ofrecía menos complicaciones, Windows 1.0 no fue una gran mejora ya que no había iconos para los ejecutables o grupos de programa, no tenía soporte real para multitarea, etc. Además seguía ejecutándose como una aplicación para el MS-DOS por lo que usaba el sistema de MS-DOS en el fondo.

## Características

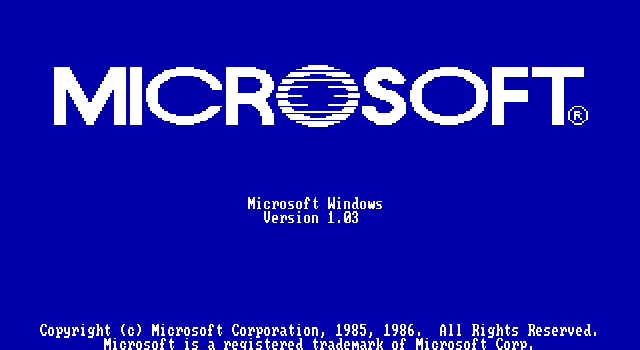
Arranque de Windows 1.03

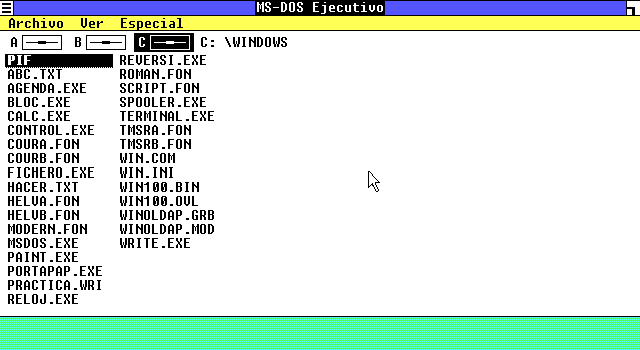
El MS-DOS Ejecutivo de Windows 1.03

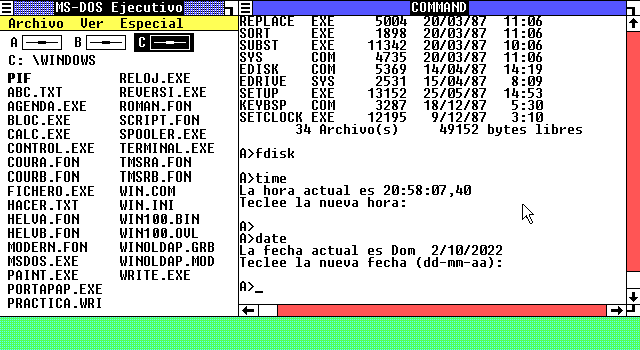
Windows 1.03 ejecutando MS-DOS en una ventana.

Windows 1.0 se ejecuta sobre MS-DOS como una shell de 16 bits. El MS-DOS ejecutivo permite ejecutar programas tanto de MS-DOS como de Windows directamente en ventanas. Esta primera versión venía con varios programas, algunos de los cuales siguieron apareciendo en versiones futuras de Windows: Agenda, Tarjetero, Calculadora, Paint, Bloc de notas, Write, Terminal, Reloj, además de utilidades como el portapapeles y la cola de impresión; y un Panel de Control desde donde se pueden modificar los ajustes del sistema
Windows 1.0 no permite solapar las ventanas, estas deben estar siempre organizadas en mosaico. Las aplicaciones pueden minimizarse en la parte inferior de la pantalla, de forma similar a Windows 95 (y posteriores) con su barra de tareas; o bien ejecutarse a pantalla completa.

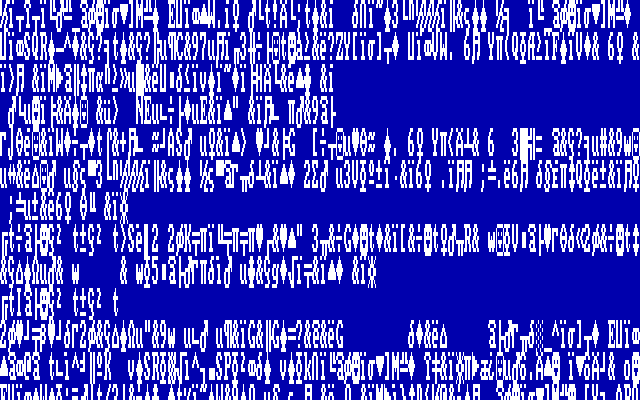
La pantalla azul en Windows 1.0.

La primera pantalla azul de Windows apareció en Windows 1.01. Esta pantalla aparecía si Windows no podía arrancar correctamente, y si se producía un error grave en la carga del sistema operativo o del MS-DOS. Al aparecer esta, salen un montón de símbolos aleatorios y tras unos instantes se auto-reinicia el sistema Windows.

## Versiones
Windows 1.01 se distribuía en 5 disquetes de 5¼ de 360 KB:
Instalación, Estructura, Utilidades, Aplicaciones y Disco del programa Write.
Tenía soporte para algunos dispositivos apuntadores, tarjetas de vídeo CGA, Hércules y EGA, y soporte para alrededor de 19 modelos de impresoras.
Windows 1.02 apareció en mayo de 1986. Fue un lanzamiento orientado al mercado europeo, e incluía soporte para otros idiomas.
Windows 1.03 apareció el 29 de agosto de 1986. Era muy similar al 1.02. Esta versión soportaba diferentes distribuciones de teclado (de 26 países), una variedad de dispositivos de entrada, CGA/EGA y 25 modelos de impresoras (incluyendo soporte para múltiples impresoras). Las aplicaciones eran más o menos iguales que en el 1.02, con alguna que otra mejora. También corría bajo el MS-DOS 3.2. Se distribuía en los mismos 6 disquetes de 5¼ de 360 KB, exactamente iguales a los de la versión 1.02.
Windows 1.04 fue lanzado en abril de 1987, y añadió soporte para los nuevos ordenadores IBM PS/2, aunque no se incluyeron controladores para los ratones PS/2 ni las tarjetas VGA. Sin embargo, en mayo de 1987, IBM introdujo una versión OEM que sí incluía soporte para estos dispositivos, además de las tarjetas de vídeo MCGA y 8514/A. Durante este periodo, Microsoft e IBM anunciaron la aparición de OS/2 y su interfaz gráfica Presentation Manager de OS/2, que se suponía que sustituiría tanto a MS-DOS como Windows.
Se distribuía en 7 disquetes de 5¼ de 360 KB:
Instalación, Estructura, Utilidades, Fuentes, Aplicaciones, Disco del programa Programa Write, y Controladores de Impresora.
Y también se distribuía en 3 disquetes del nuevo estándar, 3½ de 720 KB: Instalación/Estructura, Utilidades/Fuentes, y Aplicaciones/Programa Write.

## Fin del producto
Microsoft Windows 1.0 fue sustituido en noviembre de 1987, con el lanzamiento de Windows 2.0. Windows 1.0 tuvo soporte de Microsoft durante dieciséis años, hasta el 31 de diciembre de 2001, y tuvo una de las más largas vidas dentro de los sistemas operativos de Microsoft.